# Гори (Амбролаурский муниципалитет)
Гори (груз. გორი) — село в Грузии, на территории Амбролаурского муниципалитета края (мхаре) Рача-Лечхуми и Нижняя Сванетия.

## География
Село находится в северной части Грузии, на левом берегу реки Риони, на расстоянии 1 километра к юго-востоку от города Амбролаури, административного центра муниципалитета. Абсолютная высота — 793 метра над уровнем моря.

## Население
По результатам официальной переписи населения 2014 года, в Гори проживало 56 человек (29 мужчин и 27 женщин). В национальной структуре населения грузины составляли 100 %.
| Год  | Население, человек |
| ---- | ------------------ |
| 2002 | 76                 |
| 2014 | ↘ 56               |